# Donnie Vie
Donnie Vie (Chicago, 29 marzo 1968) è un musicista e produttore discografico statunitense.
È stato il cofondatore e frontman degli Enuff Z'Nuff.

## Carriera
Nel 1984 fonda insieme al bassista Chip Z'Nuff gli Enuff Z'Nuff, band che lo porterà al successo. Vie nella band, oltre ad occupare il ruolo di cantante, suona anche la chitarra ritmica, tastiere e l'armonica.
Negli anni novanta, grazie al successo ottenuto con gli Enuff Z'Nuff, ottenne un'offerta da una etichetta discografica giapponese per pubblicare una sorta di album solista insieme a Chip Z'Nuff, e il progetto fu chiamato appunto "Chip & Donnie", con il quale pubblicarono l'album Brothers nel 1994, le cui tracce furono incluse nell'album degli Enuff Z'Nuff Seven del 1997.
Nel 2004 intraprende la carriera solista, pubblicando l'album d'esordio Just Enough e successivamente Extra Strength (rivisitazione dell'album degli Enuff Z'Nuff Strength).
Attualmente ha lasciato gli EZN per concentrarsi nella carriera solista.

## Discografia

### Solista
- Just Enough - 2004
- Extra Strength - 2007

### Con gli Enuff Z'Nuff

#### Album in studio
- Enuff Z'nuff - 1989
- Strength - 1991
- Animals with Human Intelligence - 1993
- 1985 - 1994
- Tweaked 1995
- Peach Fuzz - 1996
- Seven - 1997
- Paraphernalia - 1999
- 10 - 2000
- Welcome to Blue Island - 2003
- ? - 2004
- Lucky 13 - 2007

#### Live
- Live - 1998
- Extended Versions - 2006

#### Raccolte
- Favorites - 2004
- One More for the Road - 2005
- Greatest Hits - 2006

### Chip & Donnie
- Brothers - 1994

### Tribute album
- Best of Both Worlds: A Tribute to Van Halen - 2003
- Just Like Paradise: A Tribute to Diamond David Lee Roth - 2005

### Altre partecipazioni
- The Twigs: Bring Me the Head of Eternity - 1996
- Best of Seven:  Everything Is New Again - 2004